# 圖舍米安村
圖舍米安村（波斯語：توشه ميان），是伊朗吉兰省阿姆拉什县中央區南阿姆拉什鄉的一个村。2006年人口普查顯示該村人口为118人，分佈在30个家庭中。